# NGC 1741A
NGC 1741A is een spiraalvormig sterrenstelsel in het sterrenbeeld Eridanus. Het hemelobject ligt ongeveer 179 miljoen lichtjaar van de Aarde verwijderd en werd op 6 januari 1878 ontdekt door de Franse astronoom Édouard Jean-Marie Stephan. Het sterrenstelsel bevindt zich dicht bij NGC 1741B.

## Synoniemen
- IRAS 04591-0419
- Arp 259
- HCG 31A
- MCG -1-13-45
- Mrk 1089
- PGC 16574
- VV 524